# Baie-du-Vin
Circonscription électorale provinciale du Canada
Baie-du-Vin était une circonscription électorale provinciale du Nouveau-Brunswick.

## Liste des députés (depuis 1987)
| Période                                  | Période | Identité      | Étiquette | Qualité |
| ---------------------------------------- | ------- | ------------- | --------- | ------- |
| 1987                                     | 1995    | Reg MacDonald | Libéral   |         |
| Les données manquantes sont à compléter. |         |               |           |         |